# Dominik Roels
Pour les articles homonymes, voir Roels.
Dominik Roels, né le 21 janvier 1987 à Cologne, est un coureur cycliste allemand, professionnel de 2008 à 2010.

## Biographie
Roels fut le coureur le plus actif du Tour d'Espagne 2010, après avoir fait partie de cinq échappées matinales, dont celle de la dernière étape menant à Madrid.

## Palmarès
- 2005
  -  Champion d'Allemagne sur route juniors
  -  Champion d'Allemagne de course aux points juniors
  - 3e étape du Tour de Lorraine juniors (contre-la-montre)
  - Tour de Münster juniors :
    - Classement général
    - 2eb et 3e étapes

  - 3e du championnat d'Allemagne sur route juniors
- 2006
  -  Champion d'Allemagne sur route espoirs
  - Erzgebirgsrundfahrt
  - 1re étape du Tour de Tenerife (contre-la-montre par équipes)
  - 2e du championnat d'Allemagne du contre-la-montre espoirs
- 2007
  - 2e de l'Erzgebirgsrundfahrt
  - 3e du Dookoła Mazowsza
- 2009
  - Cologne Classic
- 2016
  - 7e étape du Tour du Sénégal

## Résultats sur les grands tours

### Tour d'Italie
1 participation 
- 2010 : abandon (12e étape)

### Tour d'Espagne
2 participations 
- 2009 : 83e
- 2010 : 119e